# 박종검
박종검(朴從儉, ?~?)은 고려의 관리이다.

## 생애
1011년, 감찰어사를 거쳐 시어사(侍御史)가 되었다. 1018년에는 제3차 고려-거란 전쟁 일어나자 내사사인(內史舍人)으로서 판관(判官)에 임명돼 전투에 참여했으며, 이후 1029년에 예빈경(禮賓卿) 좌간의대부(左諫議大夫) 자리에 올랐다.